# Handral, Shorapur
Handral là một làng thuộc tehsil Shorapur, huyện Gulbarga, bang Karnataka, Ấn Độ.